# Khu dự trữ sinh quyển Tonlé Sap

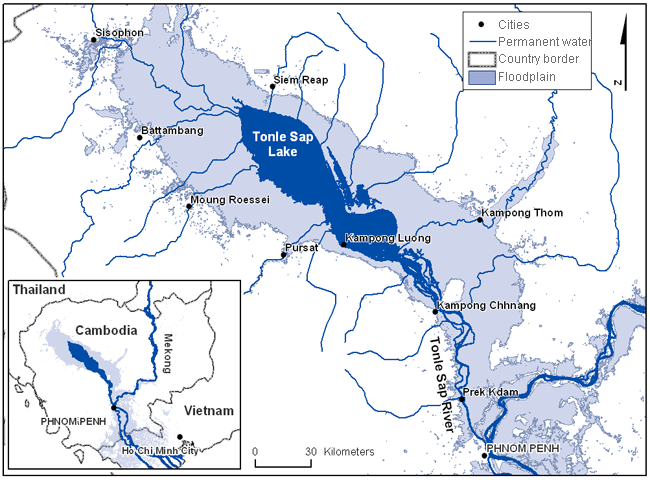
Bản đồ Tonlé Sap và các tỉnh lân cận

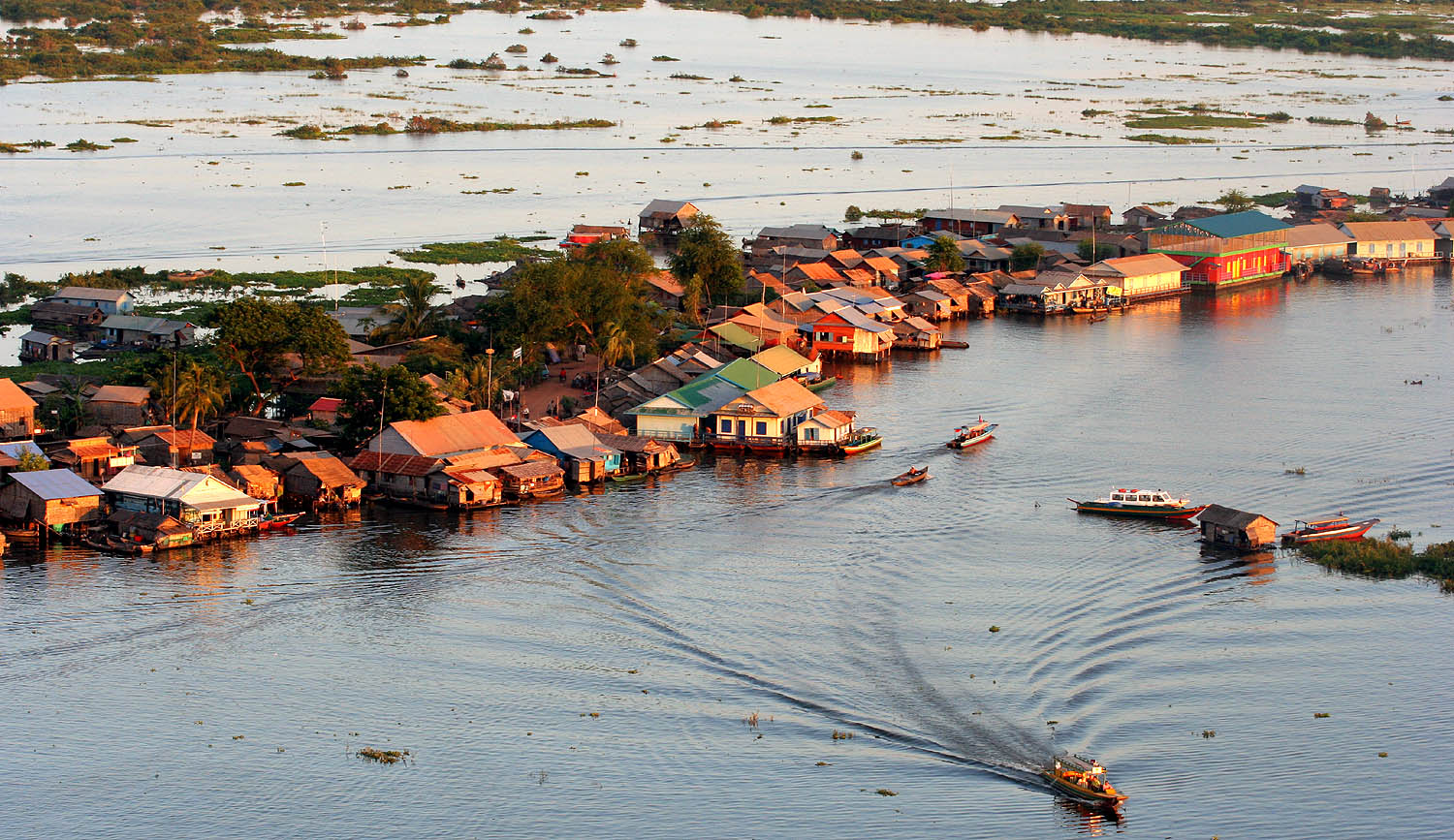
Cộng đồng dân cư trên các căn nhà nổi trên mặt hồ Tonlé Sap

Khu dự trữ sinh quyển Tonlé Sap là một hiện tượng sinh thái đáng chú ý nằm xung quanh hồ Tonlé Sap hay còn được gọi là Biển Hồ của Campuchia. Năm 1997, nó đã được UNESCO công nhận là khu dự trữ sinh quyển thế giới.

## Địa lý
Hồ Tonlé Sap được nối với sông Mê Kông bởi sông Tonlé Sap. Từ tháng 11 đến tháng 6 hàng năm là khoảng thời gian nước trong hồ này đổ vào sông Mê Kông. Tuy nhiên, mỗi năm vào mùa mưa từ giữa tháng 6 đến cuối tháng 10, nước sông Mê Kông dâng cao, vùng đồng bằng phía dưới của nó trở thành khu vực ngập lụt và lưu lượng nước đổ ra biển Đông không đủ nhanh để thoát lượng nước dư thừa. Điều này làm cho sông Mê Kông dâng lên cao đủ để đảo ngược dòng chảy của sông Tonlé Sap khiến nước chảy ngược vào lòng hồ. Diện tích của hồ mở rộng từ 2500 đến hơn 16.000 kilômét vuông tạo ra một vùng đất ngập nước khổng lồ. Khu vực đất ngập nước này có sự đa dạng sinh học lớn khi hỗ trợ cho một loạt các loài động thực vật, trong đó có nhiều loài quý hiếm có nguy cơ tuyệt chủng. Đây là nơi sinh sản của nhiều loài cá trong hồ và sông Mê Kông. Cá sấu Xiêm và Cá sấu nước mặn đã từng xuất hiện cùng nhau trong hồ, và người ta cho rằng có một loài sinh sản giữa hai loài cá sấu này được tìm thấy trong các trang trại nổi ở phía tây của hồ trong và xung quanh Prek Toal.

## Khu dự trữ sinh quyển
Khu dự trữ sinh quyển Tonlé Sap được thành lập vào năm 2001 thực hiện ba chức năng chính. Đầu tiên đó là bảo tồn đa dạng sinh học, cảnh quan và hệ sinh thái, bao gồm các nguồn gen, các loài động thực vật, ngư nghiệp, và phục hồi các đặc tính cơ bản của môi trường và sinh cảnh. Thứ hai là nhằm thúc đẩy sự phát triển bền vững về sinh thái, môi trường, kinh tế, xã hội và văn hóa. Cuối cùng là chức năng hậu cần để cung cấp hỗ trợ cho các dự án giáo dục và đào tạo về môi trường, nghiên cứu và giám sát môi trường liên quan đến các vấn đề địa phương, quốc gia và toàn cầu về bảo tồn và phát triển bền vững.
Nó bao gồm ba vùng lõi gồm: khu bảo tồn Prek Toal ở tỉnh Battambang, hai khu bảo tồn Boeng Tonle Chhmar và Stoeng Sen nằm ở tỉnh Kampong Thom. Riêng Boeng Tonle Chhmar cũng đã được công nhận là vùng đất ngập nước có tầm quan trọng quốc tế theo Công ước Ramsar. Toàn bộ khu dự trữ sinh quyển có diện tích 42.300 hecta, bao gồm các vùng lõi có chức năng như vườn quốc gia và Tonlé Sap.
Người dân sống trong những khu vực này được phép đánh bắt cá nhưng phải tuân theo Luật Thủy sản ở Campuchia. Đánh bắt cá trái phép và chặt phá rừng ngập mặn để lấy đất trồng trọt là những vấn đề đe dọa chính đến hệ sinh thái của khu vực này. Tuy nhiên, điều này cũng là do nhiều người dân xung quanh rất nghèo và phụ thuộc chính vào hồ để mưu sinh. Vì vậy, đây chính là thách thức để bảo tồn và phát triển bền vững.
Trong thời gian gần đây, số lượng cá lớn đánh bắt được đã suy giảm và những người dân nghèo sống xung quanh hồ đang gặp khó khăn hơn trong việc cung cấp nguồn sống cho bản thân và gia đình họ. Điều này tạo ra một vòng luẩn quẩn làm gia tăng nghèo đói, cùng với đó là làm gia tăng các mối đe dọa và nguy hiểm đối với hệ sinh thái tự nhiên của hồ. Đây cũng là lý do tại sao hai trong số các chức năng mà Nghị định Hoàng gia đưa ra chính là giáo dục và hỗ trợ người dân sống xung quanh hồ.